# 568
Het jaar 568 is het 68e jaar in de 6e eeuw volgens de christelijke jaartelling.

## Gebeurtenissen

### Europa
- Voorjaar - De Longobarden onder leiding van koning Alboin steken onder druk van de Avaren de Julische Alpen over en vallen Noord-Italië binnen. Hoewel ze er niet in slagen om de ommuurde steden in de Povlakte in te nemen, veroveren de Longobarden en hun bondgenoten (Bajuwaren en Sarmaten) een groot deel van Noord- en Midden-Italië. De bewoners slaan op de vlucht en sommige vestigen zich op een groep kleine eilanden, de Laguna Veneta (huidige Venetië).
- September - De Longobarden veroveren de steden Milaan en Pavia, de laatstgenoemde wordt de hoofdstad van het Longobardische Rijk. Het bestuur ligt in handen van zo'n twintig hertogen; met name die van Benevento en Spoleto regeren als zelfstandig gebied ten opzichte van Alboin. De macht van de Byzantijnse keizer Justinus II wordt ingeperkt tot het exarchaat Ravenna en enkele kuststreken in Zuid-Italië. De eilanden Sardinië en Sicilië blijven bij het Byzantijnse Rijk.
- Koning Chilperik I raakt in de ban van de gifmengster Fredegonde, een van de bedienden van zijn vrouw Galswintha. Fredegonde wordt de maîtresse van Chilperik maar haar ambities rijken verder: ze wil koningin worden. Om dit te bereiken zorgt ze ervoor dat Chilperik Galswintha laat wurgen zodat zij later haar plaats op de troon kan innemen. Galswintha's dood zorgt voor een vete (periode van ongeveer 40 jaar) tussen de Frankische koninkrijken van Austrasië en Neustrië.
- Eunius Mummolus, Gallo-Romeins prefect onder het bewind van de Bourgondische koning Guntram, verzamelt een Frankisch expeditieleger en verslaat bij Embrun de Longobarden in de Provence (Zuid-Gallië).
- Koning Ceawlin van Wessex verslaat bij Wibbandun (Kent) in Zuidoost-Engeland de Britten. (Volgens de Angelsaksische Kroniek)
- Leovigild wordt koning van de Visigoten.

## Religie
- Paulinus I, patriarch van Aquileia, verplaatst zijn zetel naar Grado vanwege de inval van de Longobarden.

## Overleden
- Galswintha (28), echtgenote van Chilperik I